# Normalperspektiv
Normalperspektiv kallas det perspektiv där en kamera är placerad på ett sådant sätt att den inte närmar sig placeringen för fågelperspektiv eller grodperspektiv. Kameran är placerad i samma höjd som och riktad rakt framåt i förhållande till det aktuella motivet.